# Olof Jonsson i Hov
För Olof Jonsson, ordförande i CUF 1959-1962, se Centerns ungdomsförbunds förbundsordförande
Olof Jonsson i Hov, född 17 november 1839 i Arbrå socken, död 5 augusti 1930 i Arbrå, var en svensk politiker i Allmänna valmansförbundet (numera moderaterna). Han ledde partiet 1917.

## Biografi
Föräldrar var hemmansägaren Jon Olsson i Hov (riksdagsman i bondeståndet 1840–41 och 1844–45) och Marta Olsdotter. Gift 1867 med Karin Persdotter och far till Jonas Jonsson. 
Kort efter sitt övertagande av fädernehemmanet 1868 valdes Jonsson till ledamot av andra kammaren för Västra Hälsinglands domsagas valkrets, men hade då ej hunnit bli valbar. Men 1878 inträdde Jonsson i samma valkrets som han sedermera oavbrutet skulle tillhöra fram till och med 1896 års riksdag.
Åren 1882–1886 var Jonsson ledamot av bevillningsutskottet och vid 1887 års båda riksdagar av statsutskottet. De hätska debatter han under tullstriden utkämpat mot protektionisterna hade bland dessa skaffat honom många fiender, vilka under mandatperioden 1888–1890 begagnade sig av sin genom en slump vunna maktställning att hålla den fruktade motståndaren utanför de ständiga utskotten. Efter 1890 års val var Gamla lantmannapartiet, vars förtroenderåd Jonsson tillhörde, åter i maktställning. Han insattes ånyo i statsutskottet, som han under sin återstående riksdagstid tillhörde (1896 som vice ordförande), samt var 1891–1892 och 1895–1914 ledamot av Riksbanksfullmäktige. Han var även medlem av försvarsutskottet vid urtima riksdagen 1892 och motsatte sig den då beslutade utsträckningen av värnpliktsövningarna till 90 dagar. 
Efter Sven Nilsson i Everöds död blev Jonsson 1892 den egentlige ledaren av Gamla lantmannapartiet, för vars dragning åt vänster Jonsson i högerpressen gjordes ansvarig. Han fordrade garantier för att vara med om den av protektionisterna ivrigt eftertraktade inskränkningen i städernas representationsrätt. Förvåningen blev därför stor och allmän när i januari 1895 Jonssons namn stod bland de första under inbjudningen till »sammanslagningen» mellan det konservativt-protektionistiska Nya lantmannapartiet och det moderat-liberala och frihandelsvänliga Gamla lantmannapartiet. Genom överraskning lyckades han också tysta all opposition inom sitt parti mot den föreslagna åtgärden. Sammanslagningskuppen, vilken omedelbart efterföljdes av Jonssons återinsättande som fullmäktig i riksbanken, sågs av de frisinnade väljarna som en handling av förräderi och kostade honom vid 1896 års val riksdagsplatsen. Alla försök att återfå riksdagsplatsen var förgäves fram till 1903, då han invaldes i första kammaren för Gävleborgs läns valkrets och satt där 1904–1916. Han var 1912–1916 första kammarens ålderspresident.
Jonsson var 1883–1884 och 1894 statsrevisor, 1894–1896 ledamot av talmanskonferensen och 1895 av hemliga utskottet. Han var dessutom mycket anlitad av regeringen för kommittéarbete, bland annat för sjöförsvarskommittén (1880–1882), unionskommittén (1895–1898) och kommunalbeskattningskommittén (1897–1900).